# HD 37605
HD 37605 é uma estrela de classe K da sequência principal (anã laranja) na constelação de Orion. Sua massa é de 0,8 ± 0,1 massas solares e ela está a 139,9 anos-luz da Terra. Em 2004, um planeta extrassolar foi achado ao redor dela.  Em 2012 outro planeta foi encontrado.
| Planeta | Massa             | Semieixo maior (UA) | Período orbital (dias) | Excentricidade  |
| ------- | ----------------- | ------------------- | ---------------------- | --------------- |
| b       | ≥2,813 ± 0,032 MJ | 0,2837 ± 0,0016     | 55,01307 ± 0,00063     | 0,6767 ± 0,0019 |
| c       | ≥3,379 ± 0,038 MJ | 3,821 ± 0,022       | 2720 ± 58              | 0,013 ± 0,015   |